# Reißhorn
Das Reißhorn ist ein 2412 m ü. A. hoher Berg in den Berchtesgadener Alpen. Es liegt im österreichischen Bundesland Salzburg, nahe der deutsch-österreichischen Grenze. Der Berg befindet sich nordwestlich des Hochkönigs und am östlichen Rand des Steinernen Meers.